# Americus Backers
Der Niederländer Americus Backers (* um 1740; † nach 1778) gilt als der Erfinder einer frühen englischen Klaviermechanik, bei der die Saiten nicht wie beim Cembalo angezupft, sondern durch Hammer angeschlagen werden. Backers arbeitete zwischen 1763 und 1778 in London und entwickelte seine Mechanik vermutlich um 1772. Sie wurde von John Broadwood (1732–1812) und dessen Lehrling Robert Stodart (1748–1831) aufgegriffen.

## Links
- Tastenwiki (Memento vom 5. Dezember 2012 im Webarchiv archive.today) – Portal zum Thema Historischer Klavierbau

## Einzelnachweis
1. ↑  Angaben lt. familysearch (Seite nicht mehr abrufbar. Suche in Webarchiven)

| Personendaten    | Personendaten                                             |
| ---------------- | --------------------------------------------------------- |
| NAME             | Backers, Americus                                         |
| KURZBESCHREIBUNG | gilt als Erfinder einer frühen englischen Klaviermechanik |
| GEBURTSDATUM     | 18. Jahrhundert                                           |
| STERBEDATUM      | 18. Jahrhundert                                           |